# Zázrak na Evergreen Terrace
Zázrak na Evergreen Terrace (v anglickém originále Miracle on Evergreen Terrace) je 10. díl 9. řady (celkem 188.) amerického animovaného seriálu Simpsonovi. Scénář napsal Ron Hauge a díl režíroval Bob Anderson. V USA měl premiéru dne 21. prosince 1997 na stanici Fox Broadcasting Company a v Česku byl poprvé vysílán 21. prosince 1999 na stanici ČT1.

## Děj
Homer a Marge se vydávají na vánoční nákupy do obchodu Try-N-Save, kde zběsilí zákazníci shánějí nejoblíbenější hračky pro sváteční sezónu. Homer, jenž se vydává za prodavače obchodu, kupuje hračky, které se od něj zákazníci snažili koupit. 
Na Štědrý den před spaním se rodina doma na poslední chvíli připravuje, Marge všem řekne, že dárky si nikdo nemůže rozbalit dřív než druhý den v sedm ráno, a zabaví všechny budíky. Bart však vypije 12 sklenic vody, aby se probudil dříve a mohl si rozbalit dárky, z nichž jedním je dálkově ovládané hasičské auto. Hraje si s ním tak dlouho, dokud nestříká vodu na přetíženou elektrickou zásuvku, což způsobí požár, který zachvátí a roztaví plastový vánoční stromek a všechny dárky pod ním. Bart schová důkazy pod sněhem na zahradě. 
Když rodina sejde dolů a zjistí, že stromeček a dárky jsou pryč, Bart si vymyslí historku o tom, jak chytil zloděje, který odnesl jejich stromeček a dárky. Policie případ vyšetřuje a Kent Brockman o něm natočí reportáž. 
Na základě reportáže jim všichni ve Springfieldu darují nový vánoční stromek a 15 000 dolarů. Za tyto dary si Homer koupí nové auto. Když s ním jede domů, Homer se zasekne za Barneym a netrpělivě ho předjíždí. Vjede s autem na zamrzlé jezero a donutí všechny vyskočit ven. Led praskne, což způsobí, že se auto potopí a vyletí do vzduchu. 
Druhý den ráno se Bart s pocitem viny přizná rodině k pravdě. Ačkoli jsou rozzuření, souhlasí se lží, když Brockman a jeho zpravodajský štáb přijedou natočit další reportáž. Když kameraman s pomocí Spasitele najde zbytky stromu, je rodina nucena vysvětlit pravdu. Obyvatelé Springfieldu, již se cítí podvedeni, se jim na veřejnosti vyhýbají a posílají jim rozzlobené dopisy, v nichž požadují vrácení 15 000 dolarů. 
Po neúspěšném pokusu Marge vyhrát peníze v pořadu Jeopardy! po ní Alex Trebek po skončení pořadu požaduje, aby vrátila 5 200 dolarů, o které přišla. Marge se to chystá vysvětlit, ale Trebek řekne, že se jí před pořadem zeptal, jestli zná pravidla, na což ona odpověděla, že ano. Trebek na ni poté pošle porotce pořadu. Sklíčení Simpsonovi přijdou domů a najdou všechny ve Springfieldu včetně Trebeka shromážděné na trávníku před domem, a tak si Marge myslí, že rodině odpustili. Místo toho ale Springfielďané ukradnou z domu Simpsonových všechny věci, včetně Spasitele a Sněhulky II, aby pokryli dluh 15 000 dolarů (+ 5 200 dolarů, které Marge dlužila pořadu Jeopardy!). Simpsonovi se nakonec hravě poperou o roztrhanou žínku, jedinou věc, jež jim v domě zbyla.

## Produkce
Scenárista Ron Hauge řekl, že nápad na tuto epizodu dostal jednoho dne, když šel do práce. Poslouchal rádio a zaslechl, jak okrádají sirotčinec, který dostává zpátky víc, než dává. Diváci na tribunách během Bartových snů jsou různí animátoři.
Když Krusty řekne „15 000 Missoulianů“, je to narážka na Rona Hauga, který žil v Missoule v Montaně. Když Simpsonovi v autě řeknou „I'll Keell you“, je to narážka na wiffleballovou pálku ve scenáristově kanceláři, jež má tento nápis.

## Kulturní odkazy
Epizoda obsahuje několik odkazů na vánoční filmy. Název je odkazem na film Zázrak na 34. ulici. Scéna, kdy se všichni shromáždí na podporu Simpsonových, připomíná poslední scénu klasického svátečního filmu Život je krásný. Film je dále parodován, když Homer řekne Líze, aby přestala hrát na klavír, což paroduje podobnou scénu s Georgem Baileym.
Snoopy o Vánocích je parodován, když senioři tančí ve Springfieldském domově pro důchodce – jejich tanec je založen na způsobu, jakým tančí postavičky z Peanuts. Marge se objevuje jako soutěžící v soutěži Jeopardy! s hostujícím moderátorem Alexem Trebkem. Jedno z vycpaných zvířat, které má náčelník Wiggum u sebe, je Binky z komiksu Matta Groeninga Life in Hell.

## Přijetí
V původním vysílání se díl umístil v týdnu od 15. do 21. prosince 1997 na 23. místě ve sledovanosti s ratingem 9,8, což odpovídá přibližně 9,6 milionu domácností. Byl to druhý nejlépe hodnocený pořad na stanici Fox v tomto týdnu, hned po Tatíku Hillovi a spol.
Autoři knihy I Can't Believe It's a Bigger and Better Updated Unofficial Simpsons Guide uvedli: „Záměrně mlaskavá vánoční epizoda, která je chudá na dobré vtipy (i když Simpsonovi sledující vlastní požár v televizi je dobrý začátek) a opakování libovolného počtu epizod, kde Bart dělá špatnosti, cítí se provinile a nakonec se musí přiznat. Jediným skutečným slunečním paprskem jsou závěrečné okamžiky, kdy se sousedé pomstí, ale Simpsonovi přece jen najdou rodinného ducha.“.
Ve své recenzi DVD boxu s vánočně laděnými díly Simpsonových z roku 2005 označil The Journal za nezapomenutelné epizody seriálu Vánoce u Simpsonových, Zázrak na Evergreen Terrace, Skinnerova zkouška sněhem a Cesta z maloměsta.
Kritik Joel Cunningham z Digitally Obsessed ve své recenzi téhož DVD napsal, že Zázrak na Evergreen Terrace je „dobrý“. Uvedl, že je to „pěkná kombinace humoru, satiry a hřejivých svátečních chumelenic“. Andy Dougan v Evening Times napsal, že epizoda je „jedním z nejtemnějších a nejčernějších vánočních animáků, jaké kdy byly animovány“.